# 6374 Beslan
6374 Beslan eller 1986 PY4 är en asteroid i huvudbältet som upptäcktes den 8 augusti 1986 av den ryska astronomen Ljudmila Tjernych vid Krims astrofysiska observatorium på Krim. Den är uppkallad efter den ryska staden Beslan.
Asteroiden har en diameter på ungefär 16 kilometer och den tillhör asteroidgruppen Veritas.